# Eufaula, Oklahoma
Eufaula är en stad i den amerikanska delstaten Oklahoma med en yta av 24,9 kvadratkilometer och en folkmängd som uppgår till 2 813 invånare (2010). Eufaula är administrativ huvudort i McIntosh County.
År 1872 kom järnvägen till Eufaula som innan dess var känd som creekindianernas mötesplats. Fyra år senare grundades tidningen Indian Journal i Eufaula som på den tiden hörde till Indianterritoriet.